# Rugby a 15 negli anni 1870

## 1871
Il 1871 è, per varie ragioni, considerato l'anno di nascita del rugby moderno.
Dopo che nel 1867-68 il Richmond, celebre club londinese, dichiara di non voler giocare più contro squadre che accettino tra le regole di gioco l'”hacking” (sgambetto con calci) e l'uso dei piedi, alla fine del 1870 lo stesso Richmond e il Blackeath invitano le altre squadre a trovare un regolamento comune.
- Il 26 gennaio, al Pall Mall Restaurant di Londra, i rappresentanti di 18 squadre si riuniscono e in breve decidono di fondare la Rugby Football Union.
- Il 24 giugno, la commissione costituita allo scopo ufficializza il regolamento definitivo. I giocatori sono 20 (diventeranno 15 tra il 1875 e il 1877).
- Il 7 marzo 1871 la selezione formata dalla Rugby Union affronta ad Edimburgo sul terreno dell'Accademia (Raeburn Place) la nazionale scozzese: è il primo incontro internazionale. In Scozia il rugby è arrivato attorno al 1857. L'incontro viene vinto dalla Scozia per una meta trasformata a zero (all'epoca solo le trasformazioni e i drop concedevano punti). Gli inglesi contestano il risultato in quanto la meta scozzese è stata segnata dalla mischia in spinta, cosa che gli inglesi non ammettono nel loro regolamento. Non era l'unica innovazione apportata dagli scozzesi, che avevano inventato il gioco basato sul passaggio della palla tra i tre-quarti. Secondo le regole del tempo, il risultato era determinato solo dai numero dei “Goal”, ossia delle trasformazioni e dei drop (le punizione non potevano essere piazzate e le mete davano il diritto al solo calcio di trasformazione). L'incontro fu quindi vinto per 1-0 dalla Scozia che trasformò una delle due mete segnate, mentre l'Inghilterra fallì l'unica trasformazione. Con le regole di oggi, la Scozia avrebbe vinto 12-5.

| Edimburgo 27 marzo 1871 | Scozia | 1 – 0 | Inghilterra | Raeburn |

- In Galles viene fondato il primo club di rugby, il Neath RFC, tuttora esistente.

## 1872
- Test Match:

Il 5 febbraio 1872 si giocò la rivincita tra Inghilterra e Scozia, questa volta a Londra sul terreno del "Kensington Oval". il successo arrise ai padroni di casa che realizzarono un drop e una trasformazione (oltre ad una trasformazione fallita), mentre gli scozzesi realizzarono solo un drop. Il risultato fu dunque di 2 a 1 (15-3 con le regole attuali).
| Londra 5 febbraio 1872 | Inghilterra | 2 – 1 | Scozia | The Oval |

- Altri eventi
  - Inghilterra: si disputa il primo incontro tra le università di Oxford e Cambridge. Oxford vince grazie ad una meta trasformata.
  - Francia: a Le Havre viene fondato il primo club francese di Rugby (Le Havre Athletic Club).

## 1873
- Test Match

Il 3 marzo 1873 Scozia e Inghilterra si incontrano a Edimburgo e danno vita a un match nullo, privo di calci tra i pali, drop e mete.
| Glasgow 3 marzo 1873 | Scozia | 0 – 0 | Inghilterra |  |

- Altri eventi
  - Scozia: il 7 ottobre viene fondata la Scottish Football Union[1]  (dove per Football si intende solo il Rugby)
  - Argentina : si disputa il primo incontro di rugby conosciuto, tra due squadre formate da emigranti inglesi. Il 14 maggio si affrontano due squadre dello stesso club: il Buenos Aires Cricket and Rugby FC.

## 1874
- Test Match

Il 23 febbraio 1874 Inghilterra e Scozia si affrontano per la quarta volta e nuovamente all'Oval di Londra. Il successo arride ai padroni di casa per 1-0 (un drop contro una meta non trasformata, col regolamento di oggi sarebbe 3-5 per gli scozzesi).
| Londra 23 febbraio 1874 | Inghilterra | 1 – 0 | Scozia | The Oval |

- Altri eventi :
- Irlanda: a Dublino nasce la IFU (Irish Football Union), cui risponde a Belfast la NFU (Northern Footbal Union). Si fonderanno nella IRFU nel 1879.
- Australia: a Sydney viene fondata la Southern Rugby Union, prima federazione del rugby Australiano. Suo scopo è difendere la purezza delle regole del rugby dall'influenza del Football Australiano.
- Stati Uniti: si disputa il primo incontro conosciuto tra Harvard University e Mc Gill University di Montréal.

## 1875
- Test Match

Il 1875 è l'anno dell'esordio dell'Irlanda sulla scena del rugby internazionale. La squadra (che raccoglie 12 giocatori di Dublino e 8 di Belfast) nasce da un accordo tra le due federazioni di Dublino e Belfast.
L'annuale sfida tra Scozia e Inghilterra termina 0-0
| Londra 15 febbraio 1875 | Inghilterra | 2 – 0 | Irlanda | The Oval |

| Edimburgo 8 marzo 1875 | Scozia | 0 – 0 | Inghilterra | Raeburn |

| Dublino 12 dicembre 1875 | Irlanda | 0 – 1 | Inghilterra | Leinster Cricket Ground |

- Nel tradizionale Varsity Match tra le università di Oxford e Cambridge scendono in campo squadre di 15 giocatori. La proposta di ridurre il numero di giocatori da 20 a 15 era stata fatta da Oxford già due anni prima, ma viene recepita solo ora, mentre per le nazionali di dovrà attendere il 1877[2].

## 1876
- Test Match

Il 1876 vede un solo incontro internazionale tra Inghilterra e Scozia, vinto dalla prima per 1-0 (una meta trasformata contro una non trasformata)
| Londra 6 marzo 1876 | Inghilterra | 1 – 0 | Scozia | The Oval |

- Altri eventi
- Galles: si disputa una competizione tra 6 club, vinta dal Newport RFC. Tale torneo, organizzato dalla Southern Wales Rugby Union, sarà inviso ai puristi della Rugby Football Union e sarà causa di contestazioni di professionismo da parte dei club inglesi.
- Sud Africa : alcuni club della Provincia del Capo, che praticavano una versione sudafricana del football, adottano le regole del rugby.
- Nuova Zelanda: anche i club neozelandesi di football si convertono al codice della Rugby Football Union.

## 1877
- Test Match

Si riduce il numero di giocatori da 20 a 15 anche per le squadre nazionali
L'Inghilterra travolge l'Irlanda, grazie a 4 mete e due trasformazioni (viene sperimentato un nuovo sistema di punteggio)
Peggio ancora per gli irlandesi la sfida con la Scozia: finisce 20-0 per gli scozzesi che si prendono anche la soddisfazione di battere l'Inghilterra con un drop.
| Londra 5 febbraio 1877 | Inghilterra | 8 – 0 | Irlanda | The Oval |

| Belfast 19 febbraio 1877 | Irlanda | 0 – 20 | Scozia | Ormeau |

| Edimburgo 5 marzo 1877 | Scozia | 1 – 0 | Inghilterra | Raeburn |

## 1878
- Test Match

L'Irlanda è battuta dall'Inghilterra, a sua volta fermata sul pareggio dalla Scozia.
Da segnalare il primo incontro sul terreno del Lansdowne Road di Dublino, tuttora “casa” del rugby irlandese.
| Londra 4 marzo 1878 | Inghilterra | 0 – 0 | Scozia | The Oval |

| Dublino 11 marzo 1878 | Irlanda | 0 – 2 | Inghilterra | Lansdowne Road |

## 1879
- Test Match

Il 1879 non porta novità nelle gerarchie del rugby.
L'Irlanda è troppo debole e si piega sia alla Scozia che all'Inghilterra e il match tra le altre due finisce 1-1.
Da segnalare che per la prima volta viene messa in palio tra Scozia ed Inghilterra la Calcutta Cup. Se l'aggiudica l'Inghilterra, perché così prevedono gli accordi nel caso di pareggio.
| Belfast 17 febbraio 1879 | Irlanda | 0 – 2 | Scozia | Ormeau |

| Edimburgo 10 marzo 1879 | Scozia | 1 – 1 | Inghilterra | Raeburn |

| Londra 24 marzo 1879 | Inghilterra | 3 – 0 | Irlanda | The Oval |

- Altri eventi
- A Cardiff viene inaugurato il primo impianto di illuminazione per un campo da rugby.
- A Christchurch viene fondata la prima Rugby Union di una provincia neozelandese (Canterbury).